# Kazimir I. Poljski
Kazimir I. Obnovitelj (poljsko Kazimierz I Odnowiciel) je bil član dinastije Pjastov in od leta 1040 do svoje smrti knez Poljske, * 25. julij 1016,  Krakov, Poljska, † 19. marec 1058, Poznan, Poljska. 
Za poljskega kralja se ni uspel okronati, predvsem zaradi notranjih in zunanjih groženj njegovi vladavini.

## Življenje

### Zgodnja leta
O Kazimirjevem zgodnjem življenju je znanega razmeroma malo. Otroštvo je zagotovo preživel na poljskem kraljevem dvoru v Gnieznu. Da bi ga primerno izobrazili, so ga leta 1026 poslali v enega od poljskih samostanov. Po nekaterih starejših virih je sprva želel kariero nadaljevati v cerkvi in celo zaprosil za dovoljenje, da postane menih. Teh domnev sodobni zgodovinarji ne podpirajo. Leta 1031 je za vedno opustil cerkveno kariero.
Leta 1025 je bil po smrti kralja Boleslava I. Hrabrega za njegovega naslednika izvoljen Kazimirjev oče Mješko II. Lambert. Poljski mogotci so se bali močne centralne vlade, kakršna je obstajala pod vladavino Boleslava I., kar je povzročilo precejšnja trenja med kraljem in plemstvom. Mješkov starejši brat Bezprim in mlajši brat Oton sta izkoristila kraljev negotov položaj, se obrnila proti njemu in se združila s svetim rimskim cesarjem Konradom II. Konradova vojska je napadla Poljsko in osvojila Lužico. Sledila so leta kaosa in spopadov, med katerimi je bil Mješko II. leta 1031 prisiljen prepustiti prestol Bezprimu. Pobegnil je na Češko, kjer ga je vojvoda Oldřich zaprl in kastriral. Kasneje se je vrnil na Poljsko, da bi vladal delu kraljestva, in sčasoma ponovno pridobil celo kraljestvo. Maja 1034 je v sumljivih okoliščinah umrl.
Nekje med Bezprimovo vladavino je Kazimirja in njegove sestre mati Rikeza odpeljala v zatočišče v njeno domovino Nemčijo. S seboj je prinesla poljsko kraljevo krono in regalije in jih na Bezprimovo prošnjo predala  cesarju Konradu II. Bezprim je s tem želel pokazati, da sprejema prvenstvo svojega zahodnega soseda. V času očetove smrti leta 1034 je bil Kazimir  star približno 18 let in živel v Nemčiji na dvoru svojega strica, kölnskega nadškofa Hermana II.

### Medvladje
Osrednji del Velikopoljske se je v 30. leti 11. stoletja množično uprl plemstvu in katoliški duhovščini. Oživelo je poganstvo in trajalo več let. Mazovija se je odcepila in postala samostojna država pod lokalnim mogotcem Mječislavom. Nekaj podobnega se je zgodilo na Pomorjanskem.
Leta 1037 sta se mladi princ in njegova mati vrnila na Poljsko in poskušala zasesti prestol. Poskus  je sprožil upor lokalnih baronov, ki so skupaj s tako imenovano "pogansko reakcijo" podložnikov prisilil Kazimirja  in Rikezo v beg na Saško. Kazimir se je kmalu vrnil na Poljsko in leta 1038 znova poskušal pridobiti oblast s pomočjo svoje vplivne matere. Tudi ta poskus ni uspel in moral je znova zbežati, tokrat na  Ogrsko, kjer ga je kralj Štefan I. zaprl. Rikeza je ostala v Nemčiji kot redovnica do svoje smrti leta 1063.
Češki vojvoda Břetislav I. je izkoristil kaos in slabost svojega soseda in leta 1039 vdrl na Poljsko in jo opustošil. Malopoljska in Velikopoljska  sta bili povsem izropani, Poznan pa okupiran. Břetislav je zasedel Gniezno in s seboj odnesel relikvije svetega Adalberta, Radima Gaudentiusa in petih bratov puščavnikov. Na poti domov je osvojil del Šlezije, vključno z Vroclavom, uničil verske objekte, ki jih je zgradil Mješko I. ob prazniku spreobrnitve Poljske, in oropal grob Mješka I.

### Obnova kraljestva
Kazimir I. je iz Ogrske odšel v Nemčijo, kjer ga je leta 1039 vojaško in finančno podprl  njegov sorodnik, cesar Henrik III., ki se je bal naraščajoče moči češkega vladarja. Kazimir je dobil 1000 težkih pešcev in veliko zlata, da bi obnovil svojo oblast na Poljskem. Sklenil je tudi zavezništvo s knezom Kijevske Rusije Jaroslavom I. Modrim, s katerim je bil povezan s poroko z njegovo sestro Marijo Dobronjego. Z njegovo podporo se je vrnil na Poljsko in uspel ponovno prevzeti oblast v večini kraljestva. Leta 1041 je Břetislava v drugem poskusu invazije na Poljsko porazil cesar Henrik III. in z njim leta 1042 sklenil Regensburški mirovni sporazum. Břetislav se je moral odpovedati vsem poljskim deželam, razen Šlezije, ki naj bi bila vključena v Češko kraljestvo. Kazimirju je uspeh prinesel vzdevek Obnovitelj.
Sporazum je Kazimirju zagotovil obdobje miru na južni meji. Glavno mesto Poljske je prestavlil v Krakov, edino večje poljsko mesto, ki so se ga vojne razmeroma malo dotaknile. Cesar Svetega rimskega rimskega cesarstva Henrik III. je bil verjetno zadovoljen z obnovljenim razmerjem moči v regiji in Kazimirja prisilil, da se ni okronal za poljskega kralja. Leta 1046 je Henrik III. na kraljevih in cesarskih sodiščih v Merseburgu in Meisenu končal spore med vojvodom Pomeranije (Dux Bomeraniorum), češkim vojvodom Břetislavom I. in Kazimirjem I. 
Leta 1047 je Kazimir s pomočjo svojega kijevskega svaka začel vojno proti Mazoviji in jo zasedel. Verjetno je premagal tudi Mječislavove zaveznike iz Pomorjanskega in Gdansk priključil Poljski. Osvojitve so mu zagotovile oblast v osrednji Poljski. Tri leta pozneje je proti cesarjevi volji zasedel Šlezijo, ki je bila pod češko oblastjo, in zavladal nad večino očetovega ozemlja. Leta 1054 je cesar v Quedlinburgu odločil, da Šlezija pripade Poljski v zameno za letni davek v višini 117 kg srebra in 7 kg zlata.
Kazimir se je zatem posvetil notranjim zadevam. Da bi okrepil svojo oblast, je ponovno ustanovil škofiji v Krakovu in Vroclavu ter postavil novo stolnico na Vavelu. Med njegovo vladavino je bilo na Poljskem uvedeno grboslovje. Za razliko od svojih predhodnikov je svojo moč naslonil na zemljiško plemstvo in ga povišal nad drużyno. Ena od njegovih reform je bila podelitev fevdov njegovemu vojaškemu spremstvu, ki se je postopoma preoblikovalo v srednjeveške viteze. Postali so  ključen element poljskega fevdalizma.

## Soproga in otroci
Kazimir je bil poročen z Dobronego Vladimirovno (okoli 1012-1087), hčerko velikega kijevskega vojvode Vladimirja I. Kdaj se je to zgodilo, ni povsem jasno. Omenjajo se leta 1039, 1041 in 1043. Z Marijo je imel pet otrok:
- Boleslava II. Velikodušni (ok. 1043 – 2./3. april 1081/1082)
- Vladislava I. Hermana (ok. 1044 – 4. junij 1102)
- Mješka (16. april 1045 – 28. januar 1065)
- Otona (ok. 1046–1048)
- Svetoslavo (ok. 1048 – 1. september 1126), poročeno ok. 1062 z vojvodom, od leta 1085 kraljem Vratislavom II. Češkim[6]